# Ben Cristóvão
Ben Cristóvão (Plzeň, Checoslovaquia; 8 de junio de 1987), también conocido como Benny Cristo, es un cantante y deportista checo de madre checa y padre angoleño. Fue finalista en el concurso de talentos Superstar en 2009. En 2010, lanzó su álbum debut Definitely Different. También es deportista y ha competido en jiu-jitsu brasileño. El 10 de septiembre de 2016, ganó una medalla de bronce en una competencia de cinturón blanco. El 20 de noviembre de 2016, fue medallista de oro en el torneo abierto de Madrid.  
El cantante iba a representar a la República Checa en el Festival de Eurovisión 2020 en Róterdam con la canción "Kemama". Sin embargo, el festival fue cancelado debido a la pandemia de COVID-19. Por ello, la televisión pública checa lo seleccionó internamente para representar al país en el Festival de Eurovisión 2021 con el tema Omaga.

## Discografía

### Álbumes
- Definitely Different (2010)
- Benny Cristo (2011)
- Made in Czecholovakia (2014)
- Posledni (2017)
- Live Ben (2019)
- Kontakt (2019)

### Sencillos
- Ironben (2015)
- Tabu (2015)
- Pure Girl (2016)
- Penny (2016)
- Mowgli (2018)
- Smitko (2018)
- Naha (2018)
- Rekviem (2018)
- Aleiaio (2019)
- Kemama (2020)
- Omaga (2021)

### Colaboraciones
- Be Mine (2014, Ezyway)
- Těžký Váhy (2014, Cavalier)
- Nemůžu si dovolit (2014, Cavalier)
- #UTEBEBEJ (2014, Annet Charitonova)
- #ŽIJUPROTO (2015, Cavalier)
- Asio (2016, The Glowsticks)
- Food Revolution Day (2016, Neny & Reginald)
- Tv Shows (2017, Sofian Medjmedj)
- Padam (2018, Mária Čírová)
- Stories (2019, Reginald & The Glowsticks)